# Victoria Spartz
Victoria Spartz (de soltera Kulheyko; en ucraniano: Вікторія Кульгейко, romanizado: Viktoriya Kul'heyko; Viktoriya Kul'heyko; Nosivka, Ucrania; 6 de octubre de 1978) es una política y empresaria estadounidense perteneciente al Partido Republicano. Se desempeña como representante de los Estados Unidos por el 5.º distrito congresional de Indiana. El distrito se extiende desde la quinta parte norte de Indianápolis hasta Marion e incluye la mayoría de los suburbios del norte de Indianápolis. Spartz es la primera congresista nacida en Ucrania del Congreso de los Estados Unidos y la primera nacida en lo que fue una república soviética. Anteriormente representó al distrito 20 en el Senado de Indiana.

## Primeros años y educación
Victoria Kulheyko nació en Nosivka, República Socialista Soviética de Ucrania (ahora Ucrania). Antes de mudarse a los EE. UU., obtuvo una licenciatura en ciencias y una maestría en administración de empresas de la Universidad Económica Nacional de Kiev. También obtuvo una Maestría en Contabilidad de la Escuela de Negocios Kelley de la Universidad de Indiana - Universidad Purdue de Indianápolis.
Mientras Kulheyko estaba en la universidad, conoció a su futuro esposo, Jason Spartz, en un tren en Europa y comenzó a salir con él. Ellos se casaron en 2000.

## Carrera
Spartz fue miembro fundador del Tea Party del condado de Hamilton, Indiana. Antes de su nombramiento para el Senado de Indiana, se desempeñó como directora financiera en la oficina del Fiscal General de Indiana. También fue miembro adjunto de la facultad en la Kelley School of Business en Indianápolis, y ha sido propietaria de negocios inmobiliarios y agrícolas.